# Claude Nobs
Pour les articles homonymes, voir Nobs.
Claude Nobs, né le 4 février 1936 à Montreux dans le canton de Vaud en Suisse et mort le 10 janvier 2013 à Lausanne, est un organisateur de spectacle suisse. Il fut le fondateur et directeur du Festival de jazz de Montreux.

## Biographie

### Enfance et jeunesse
Fils d'un père boulanger et d'une mère infirmière qui s'étaient rencontrés à la clinique de Florimont à Lausanne, Claude Nobs grandit à Territet. Contrairement à son frère Jean-Pierre et à sa sœur Sylvia, qui étaient des enfants sérieux, disciplinés et studieux à l'école, Claude confessera plus tard qu'il était sauvage et turbulent, qu'il se saoulait volontiers et qu'il accumulait les bêtises.
Très jeune, il développe une passion pour la musique en écoutant les 78 tours sans étiquettes que son père achetait alors au poids. À six ans, surnommé par son père « Duke Ellington », il s’amusait à noter les disques qu’il aimait au moyen d’étoiles autocollantes. À en croire ses classements, c’était déjà au jazz qu'allait sa préférence.
À 17 ans, alors qu'il rechignait à se lever aux aurores pour les besoins de la boulangerie familiale, son père le somme de se choisir une profession. Claude choisit de devenir cuisinier et commence une formation à l'hôtel Schweizerhof de Bâle. Quelques années plus tard, il obtient le titre honorifique de meilleur apprenti de Suisse. À cette époque, il prend l’habitude d’écouter tous les jours l’émission radiophonique Pour ceux qui aiment le Jazz, animée par Franck Ténot et Daniel Filipacchi sur Europe 1. Cette émission devient pour lui une véritable école de la musique à travers laquelle il apprend à mieux connaître Ray Charles, John Coltrane ou encore Joe Turner.

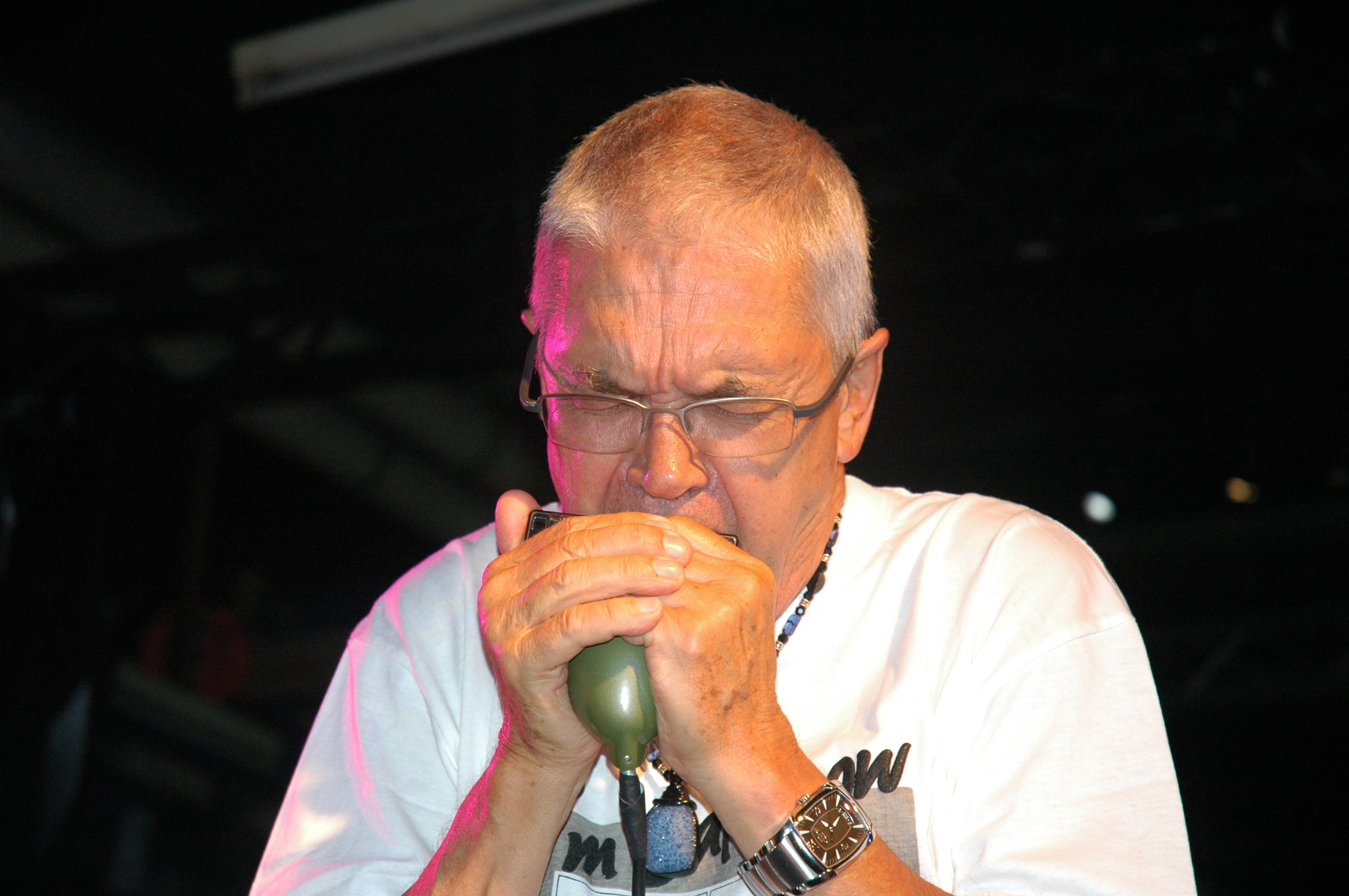
Claude Nobs en 2006.

Son apprentissage terminé, il travaille un temps au Centre des congrès de Zurich où, entre la préparation de deux plats, il se faufile discrètement dans les coulisses de la salle de concert pour écouter, par exemple, Duke Ellington, Count Basie ou Ella Fitzgerald, des artistes dont la plupart ne lui étaient pas inconnus grâce aux disques que son père possédait.

### À l'office du tourisme de Montreux
Claude Nobs regagne ensuite Montreux pour poursuivre sa formation à l'École hôtelière de Lausanne. Désireux d’approfondir ses connaissances dans la finance, il travaille un temps dans une banque et, durant ses loisirs, participe également à la création de la section locale des scouts, la Brigade de Saleuscex.
C’est alors que Raymond Jaussi, directeur de l’office du tourisme de Montreux, le remarque et lui propose de rejoindre son équipe au poste de comptable. Raymond, qui décèle immédiatement l’esprit novateur de Nobs, lui confie rapidement l’organisation d’événements pour la ville de Montreux. Claude renoue ainsi avec sa première passion, la musique, en organisant des concerts au sein de l’Association des Jeunes de Montreux dont il est l’un des fondateurs, puis dès 1961 pour le Festival de la Rose d'or.
C’est ainsi qu’en 1964, Claude se rend à l’aéroport de Genève au volant de sa vieille voiture pour chercher les artistes de la soirée, un jeune groupe qui se fait appeler The Rolling Stones et qui se produit, ce soir-là, pour la première fois hors de Grande-Bretagne. Une année auparavant, pour l'édition du Festival de la Rose d'or, qui devait avoir lieu du 29 avril au 4 mai 1963, il s'était rendu à Londres pour rencontrer les Beatles et avait proposé à la Télévision suisse romande, qui organisait le Festival, de les faire participer ; la chaîne avait refusé sous prétexte qu'ils n'étaient pas assez connus. Il faut préciser que les Beatles n'ont connu le succès qu'au début d'année 1963, avec la chanson intitulée Please Please Me. Jusque-là, ils n'avaient eu qu'un succès mitigé avec leur premier single, Love Me Do, sorti en 1962. Claude Nobs déclara à ce sujet :

« Dans un petit bureau de Carnaby Street, je leur ai sorti mes prospectus, montré ce qu’était cette Rose d’or, où la BBC avait remporté une récompense l’année précédente. Ils étaient tous là, John, Paul, Ringo qui est l’un des hommes les plus drôles du monde, et George qui irradiait comme un ange. Avec Brian Epstein, leur manager, ils ont dit 'OK, nous venons'. De retour en Suisse, le responsable des divertissements de la Télévision romande a refusé : "Les Beatles? Ils ne sont pas assez connus." Ils sont tous passés par là ensuite, séparément. Mais l’année suivante, les Stones ont joué à Montreux. »

Aussitôt, Claude décide de quitter son poste de comptable au sein de l'office de tourisme pour s'investir entièrement aux différents événements organisés à Montreux et commence donc par voyager en Europe et à l’étranger pour faire la promotion touristique de la région. Comme l'explique le journaliste Arnaud Robert, « Nobs a eu un jour l'audace de penser que [Montreux], cette station touristique déclinante, peu à peu abandonnée par la bourgeoisie britannique qui louait pourtant son microclimat, deviendrait une marque internationale. »
En 1965, lors de son premier voyage à New York pour le compte de l’office du tourisme de Montreux, il se présente spontanément aux bureaux d’Atlantic Records, l’adresse figurant sur les disques de son label préféré, et demande à voir les frères Ahmet Ertegün et Nesuhi Ertegün, directeurs du label. N'ayant pas effectué au préalable une demande de rendez-vous, il essuie un refus, mais insistant avec vigueur tout en expliquant qu’il vient de Suisse pour les rencontrer, comme par miracle, cet argument finit par convaincre Nesuhi Ertegün de le recevoir, son père ayant été pendant plusieurs années ambassadeur de Turquie à Berne. Lorsque Claude fait part à Nesuhi Ertegün de son projet de créer un festival de jazz à Montreux, ce dernier se révèle enthousiaste et lui offre son soutien. Aussitôt naît entre les deux hommes une grande complicité, qui ne fera que se renforcer au fil du temps. Cet épisode qui témoigne de l’audace et de la passion de Claude Nobs pour la musique Jazz marque le début d’une belle amitié et d'un moment décisif pour l’histoire du festival de jazz ainsi que pour la ville de Montreux et de ses environs.

### Les débuts du Festival de Jazz
Claude Nobs fonde le festival de Jazz de Montreux en 1967 avec le pianiste Géo Voumard et le journaliste René Langel. Conçu comme un concours de jazz télévisé, l'événement dure trois jours. Les années suivantes, Nobs organise de nombreux concerts de jazz et de rock dans la région. Le festival prend peu à peu de l'importance. Fort de la relation de confiance que Nobs a développé avec Ahmet et Nesuhi Ertegün, il occupe pratiquement jusqu'à la fin de sa vie le poste de directeur européen d'Atlantic Records. Ce poste permet à l'homme de faire venir dans la petite ville vaudoise dès les premières éditions les plus grands artistes du moment. Il attache un soin tout particulier à l'accueil des artistes qu'il invite à son chalet et à qui il fait véritablement vivre une expérience artistique et amicale originale.

### Décès
Le 24 décembre 2012, Claude Nobs est victime d'un grave problème de santé lors d'une sortie en ski de fond près de son domicile. Plongé dans le coma, il meurt, à l'âge de 76 ans, le 10 janvier à Lausanne, où il a été hospitalisé. Mathieu Jaton, alors secrétaire général, est désigné le 15 janvier 2013 pour lui succéder au poste de directeur général du festival.

## Hommages
- Claude Nobs est le « Funky Claude » cité dans le deuxième couplet de Smoke on the Water (« Funky Claude was running in and out / Pulling kids out the ground »), la chanson du groupe de hard rock britannique Deep Purple parue en 1972 qui relate l'incendie du casino de Montreux survenu le 4 décembre 1971.
- Le 19 juillet 2013, la municipalité de Montreux annonce la création de l'avenue Claude Nobs, qui reprend une partie de la Grand-Rue. L'appellation entra en vigueur le 1er octobre 2013[9].

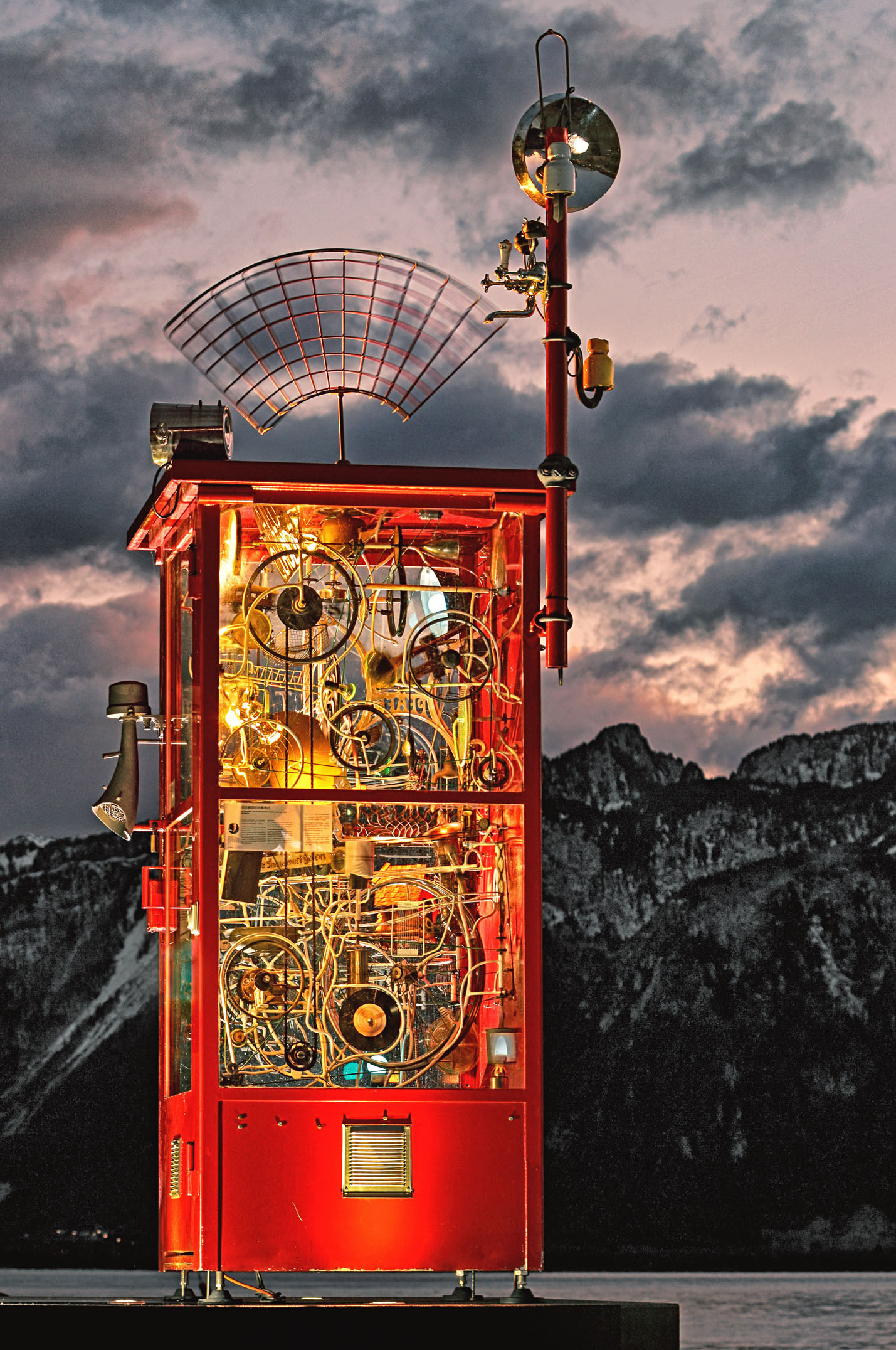
Cabine Allô Claude, sculpture cinétique de Pascal Bettex en hommage à Claude Nobs

- Dans le cadre de l'édition 2013 de la Biennale d'art de Montreux, le sculpteur suisse Pascal Bettex crée une œuvre en hommage à Claude Nobs intitulée « Allo Claude ». Elle est installée au bas de la place du Marché, à côté de la statue de Freddie Mercury, permettant aux passants et aux visiteurs étrangers d'enregistrer des messages audiovisuels à l'intention de Claude Nobs[10].

- La Fondation Claude Nobs, fondée en 2014 et présidée par Thierry Amsallem, est constituée afin de préserver vivante la mémoire de Claude Nobs, fondateur du Montreux Jazz Festival, et de conserver, protéger, mettre en valeur son œuvre, notamment son patrimoine musical et artistique. Claude Nobs a constitué de nombreuses collections parmi lesquelles un ensemble audio-visuel regroupant les enregistrements des concerts du Montreux Jazz Festival. Cette collection qui couvre la période 1967-2012 est inscrite au registre de la Mémoire du Monde de l’UNESCO sous the titre The Montreux Jazz Festival: Claude Nob's Legacy[11].

### Distinctions et prix
- 2004 : 
  - le magazine Time lui décerne le titre de « European Hero ».
  - la Fondation vaudoise pour la culture lui remet le « prix du rayonnement » pour sa contribution à la musique.
- 2006 : 
  - reçoit le Downbeat Lifetime Award récompensant les personnalités qui ont significativement contribué au développement et à la reconnaissance du jazz à travers le monde. Il est, à ce jour, le seul Européen à avoir obtenu ce titre.
  - 1er avril : reçoit le titre académique de docteur honoris causa de l’EPFL récompensant son audace, son goût du risque, son esprit d’entreprise et sa force d’innovation hors du commun.
  - 12 décembre : élevé au rang de commandeur de l’ordre des Arts et des Lettres[12]
- 2007 : 
  - est honoré en qualité de « Bourgeois d'Honneur » de Montreux[13].
  - 22 janvier : prix de « personnalité de l’année » décerné par le MIDEM (marché internationale du disque et de l’édition musicale) en hommage à sa carrière.
- 2008 : obtient le « prix Herbert » de Gossweiler Media AG, récompensant les personnalités qui ont contribué au développement et à la mise en valeur de la zone alpine.
- 2011 : 
  - Arthur Award pour le Festival de jazz de Montreux lors de la 23e International Live Music Conference à Londres.
  - 19 avril : obtient en reconnaissance de sa carrière le Xaver Award de l’Association des organisateurs d’événements et de manifestations.
  - 29 avril : Jazzahead Skoda Award à la Foire des professionnels du Jazz de Brême en Allemagne.

## Claude Nobs et le Montreux Jazz Festival
En 1967, Claude Nobs organise la première édition du Festival de jazz de Montreux avec un budget de 10 000 francs. Le festival se déroule alors sur trois jours et connaît immédiatement un grand succès. Deux ans plus tard, Nobs ouvre le festival à la musique rock avec le groupe Ten Years After, suscitant de vives critiques de la part des puristes. En parallèle, il se met à organiser chaque mois des concerts d’artistes tels que Pink Floyd, Chicago ou Santana, faisant ainsi de Montreux un haut lieu de la musique pop.
En 1971, il fait venir Aretha Franklin ; une photographie les a immortalisés côte à côte.
Cette même année l’incendie du casino durant le concert de Frank Zappa, inspire au groupe Deep Purple le célèbre tube Smoke on the Water et dote Claude Nobs de son surnom de « Funky Claude » qui dans les paroles de la chanson « was running in and out », c'est-à-dire « courait de l'intérieur à l'extérieur pour évacuer les jeunes ». C'est d'ailleurs lui qui aidera le groupe à trouver de nouveaux locaux pour qu'il puisse terminer l'enregistrement de son album Machine Head.
En 1973, Nobs est nommé directeur européen des relations artistiques du groupe WEA, regroupant les labels Warner Music Group, Elektra et Atlantic. Cette année-là, il rencontre Miles Davis au Newport Jazz Festival et l’invite à se produire à Montreux.
En 1976, il décide de renommer le festival, qui n’est plus uniquement consacré au jazz, « Montreux International Festival ». Ce nouveau nom ne perdure cependant que deux éditions tant le Festival de jazz de Montreux s’est déjà imposé comme une marque auprès du public.
Dans les années 1990, le festival s’étend progressivement dans la ville et sur les quais avec de nombreux concerts gratuits et s’ouvre à de nouveaux genres musicaux tels que la musique électronique et le hip-hop. En 1991 ont lieu au Montreux Jazz Festival les premiers enregistrements de concerts en haute définition. Cette année-là, Claude Nobs s’associe avec Quincy Jones qui coproduira le festival à trois reprises en 1991, 1992 et 1993. En 1999, le festival bat tous ses records de fréquentation en franchissant la barre des 220 000 visiteurs. La même année, Claude Nobs développe l’engagement culturel et pédagogique du festival en fondant le concours de piano solo, rapidement reconnu au niveau international.
En 2001, Claude Nobs se retire de Warner Music pour se consacrer uniquement au festival. En 2006, à l’occasion des 40 ans de la manifestation, il organise deux concerts exceptionnels en hommage aux frères Ertegün et célèbre également son 70e anniversaire à Los Angeles lors des Grammy Awards. Puis, en 2010, il délègue la direction opérationnelle du festival pour se concentrer sur des projets et concerts spéciaux qui lui tiennent à cœur.
Les enregistrements « live » de 1967 à 2012 révèlent l’influence de grands musiciens dans l’évolution du jazz, du blues et du rock, et reflètent l’historique des divers courants stylistiques. En créant le « Montreux Jazz Digital Project » en 2008, Claude Nobs et l’École polytechnique fédérale de Lausanne (EPFL) ont réuni leurs efforts, afin de trouver les financements pour numériser l’ensemble des documents et mettre en valeur cette ressource digitale de premier ordre pour les générations futures. Ce rêve est devenu, dès 2010, une réalité, grâce au soutien de la Manufacture Horlogère Audemars Piguet qui a reconnu dans ce projet, un attachement et des valeurs communes pour la préservation du patrimoine.
Claude Nobs a laissé un patrimoine documentaire de portée mondiale pour les générations futures, inscrit en juin 2013 au registre de la Mémoire du Monde de l'UNESCO. Son partenaire, Thierry Amsallem, va continuer à faire vivre son œuvre, en créant la Fondation Claude Nobs afin de préserver et rendre accessible au plus grand nombre cette collection de 5 000 concerts « live » enregistrés en audio et vidéo.
« Il s'agit du plus grand témoignage de l'histoire de la musique, qui illustre le jazz, le blues et le rock ». C'est en ces termes que Quincy Jones, a qualifié la collection du Festival de jazz de Montreux.

## Vie privée

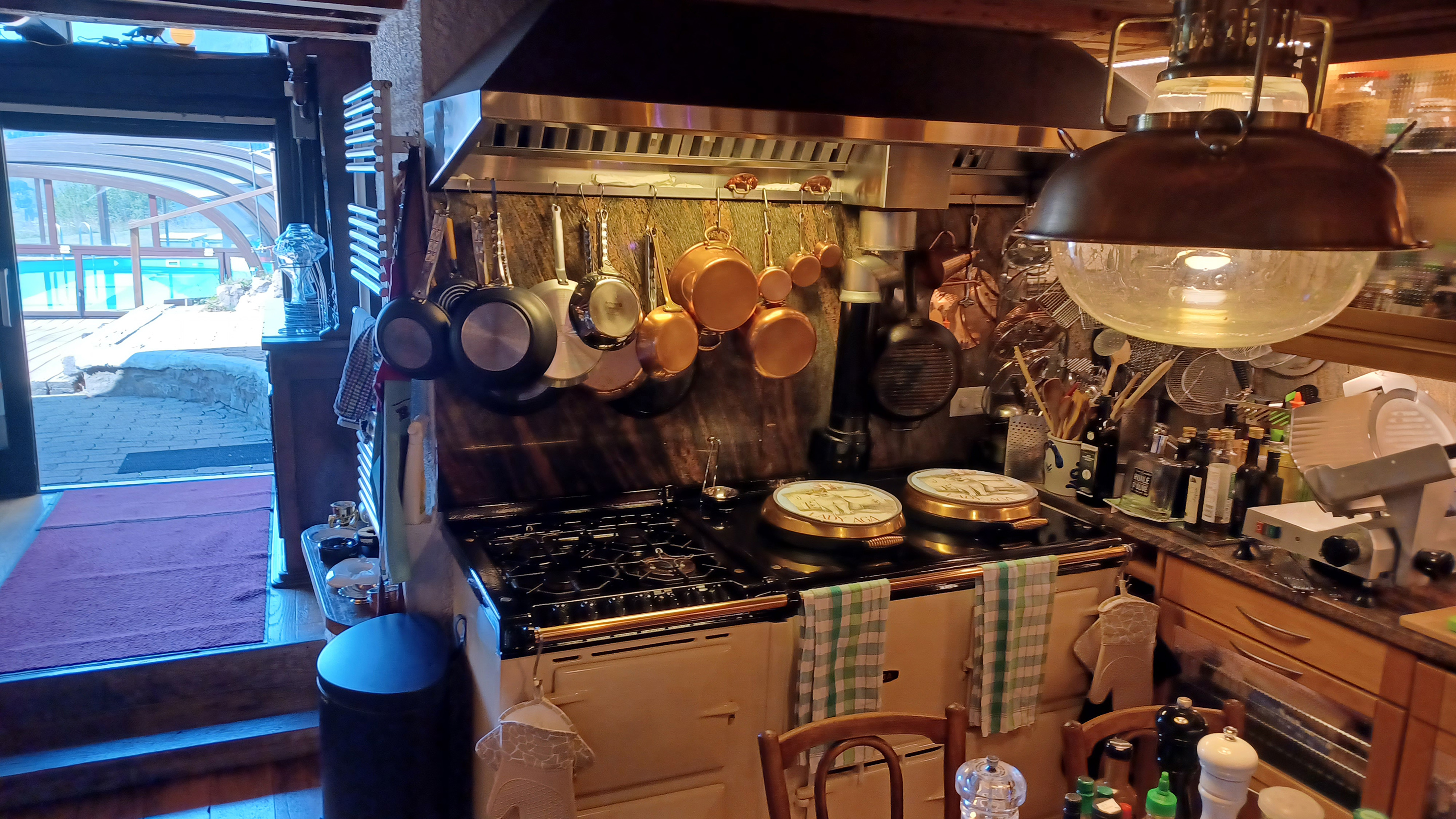
Cuisine de Claude Nobs (2022)

Cuisinier amateur, Claude Nobs aimait beaucoup préparer les repas qu'il servait aux musiciens qu'il invitait.
Claude Nobs ne cachait pas son homosexualité. Il fut en couple à partir de 1987 et jusqu'à sa mort avec Thierry Amsallem qui crée, après la mort de Claude Nobs, la fondation qui porte son nom pour perpétuer sa mémoire et assurer la valorisation des archives du festival.

## Filmographie
À plusieurs reprises, Claude Nobs a produit des vidéos de captation des concerts du festival :
- 1993 : Miles Davis & Quincy Jones: Live at Montreux
- 2005 : Johnny Cash: Live at Montreux 1994
- 2005 : The Jeff Healey Band: Live at Montreux 1999
- 2007 : Joe Satriani: Live at Montreux

Plusieurs documentaires lui ont été consacrés :
- En août 2006, CNN trace un portrait de plus d’une heure dans l’émission Revealed.
- En 2009, la ZDF réalise un documentaire sur lui intitulé Smoke on the Water: Die Geschichte des Montreux Jazz Festival.
- En 2012, Philippe Nicolet tourne Montreux Jazz Festival : Music Making History ou l’épopée de Claude Nobs.
- En 2022, une série documentaire intitulée They All Came Down to Montreux retrace l'histoire du Festival et de Claude Nobs (Trois épisodes de 52 minutes). Réalisé par Oliver Murray, co-produit par Quincy Jones, BMG Films, TNC Beyond, Montreux Media Ventures, Montreux Sounds et la RTS[19].

## Publications
- En 2007 paraît une anthologie du Festival de jazz de Montreux, réalisée par l’auteur britannique Perry Richardson, qui relate en images et sur plus de 1 200 pages les grands moments du festival et de la vie de Claude Nobs.

## Fondation Claude Nobs

### Création

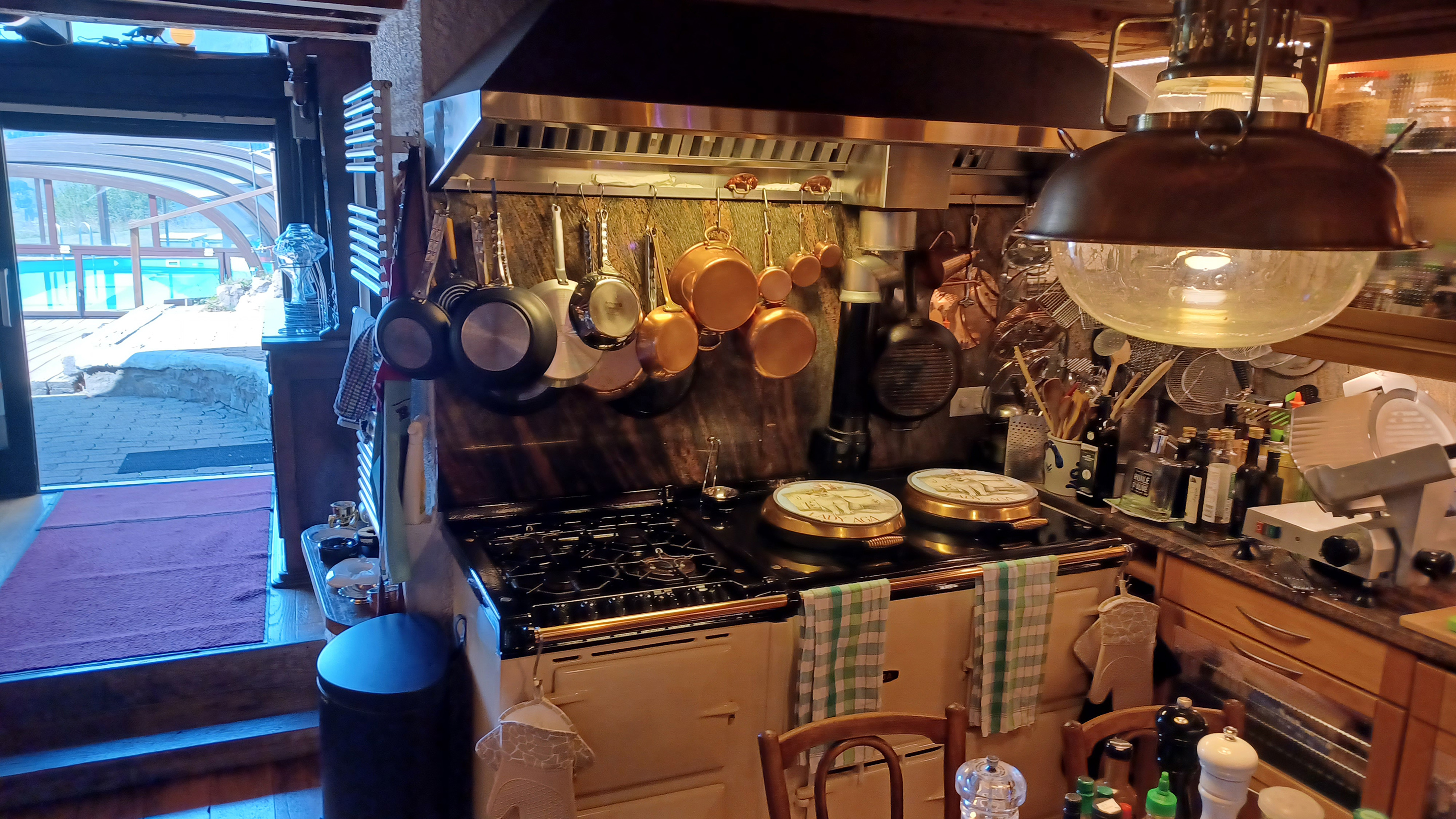
La cuisine de Claude Nobs, juillet 2022

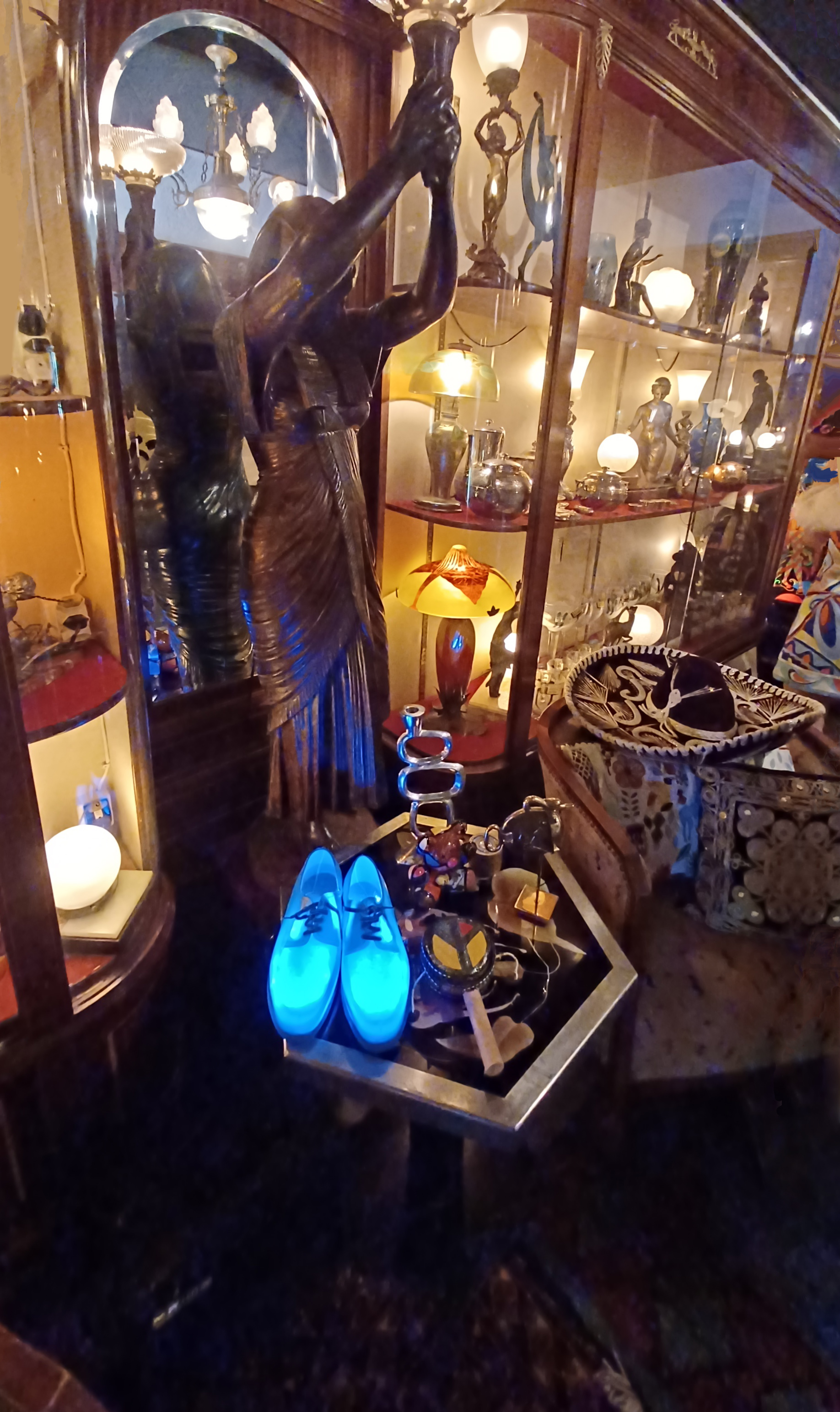
Vitrine de Claude Nobs avec des cadeaux d'invités et ses propres objets de collection

En 2014, Thierry Amsallem crée la Fondation Claude Nobs à la suite du décès de son compagnon de vie Claude Nobs. Thierry Amsallem a confié à la fondation les archives, la signature et le logo de Claude Nobs.

### But de la fondation
La fondation est active dans les domaines suivants conformément à son objectif :

« La fondation a pour buts de: sauvegarder, préserver et mettre en valeur le patrimoine artistique et musical de feu Claude Nobs, Fondateur du Montreux Jazz Festival, notamment en organisant la conservation dans les meilleurs standards et pratiques, de tous les supports physiques musicaux originaux de toute nature que la fondation pourra être amenée à recevoir ou acquérir (Masters, Masters additionnels des éditions futures et autres); agir comme dépositaire ou utilisateur des objets, collections, bâtiments ou éléments muséographiques relatifs à Claude Nobs, soit prêtés, soit loués, soit donnés, soit acquis par la fondation; soutenir, organiser ou s'associer à des actions éducatives, caritatives, sociales, humanitaires ou culturelles liées à la promotion des arts et de la culture, à Montreux ou ailleurs en Suisse et dans le monde, ce afin de pérenniser et poursuivre les objectifs et la diffusion des valeurs associées à l'oeuvre de Claude Nobs; recevoir toutes formes de dons, subventions, partenariats ou autres appuis susceptibles d'aider la fondation à remplir sa mission (pour but complet cf. acte de fondation).
Selon son propre témoignage, Claude Nobs aimait collecter plutôt les objets à trois dimensions qui pouvaient être tangibles comme des juke-box ou des trams en miniatures que des objets bidimensionnels comme des peintures (en dehors de l'enregistrement de tous les concerts du Montreux Jazz Festival). »

### Organisation et projets
La Fondation compte au total sept membres au sein de son conseil d'administration. Le Président est Thierry Amsallem, les Vice-Présidents sont Laurent Wehrli et Olivier Gfeller. Les autres membres sont Patrick Aebischer, Olivier Audemars, Joëlle Borgatta et Eric Merk (à partir de 2022).
L'héritage du Montreux Jazz Festival a été inscrit au Registre mondial des documents de l'UNESCO en 2013. Thierry Amsallem poursuit la collaboration avec l'École polytechnique fédérale de Lausanne entamée en 2007 pour numériser des fichiers audio et vidéo. Ces copies numériques sont mises gratuitement à la disposition des étudiants pour leurs recherches au Montreux Jazz Café sur le campus de l'EPFL.
Amsallem a présenté un certain nombre de stars qui se sont produites à Montreux dans la Maison Blanche du président Barack Obama à l'occasion de son 50e anniversaire. Anniversaire du Montreux Jazz Festival dans le cadre de la Journée Internationale du Jazz 2016,.

### Liens web Fondation Claude Nobs
- La fondation Claude Nobs pour les trésors de Montreux, Le Matin, 5 juillet 2013
- Rencontre avec Thierry Amsallem, Président de la Fondation Claude Nobs, vidéo avisdexperts.ch, 24 mai 2021